# Partia Reform Gospodarczych Tadżykistanu
Partia Reform Gospodarczych Tadżykistanu (tadż. Ҳизби ислоҳоти иқтисодии Тоҷикистон) – partia polityczna w Tadżykistanie. W ostatnich wyborach parlamentarnych w 2005 roku partia nie przekroczyła progu zaporowego i nie dostała się do parlamentu.